# 沃尔科夫陨石坑

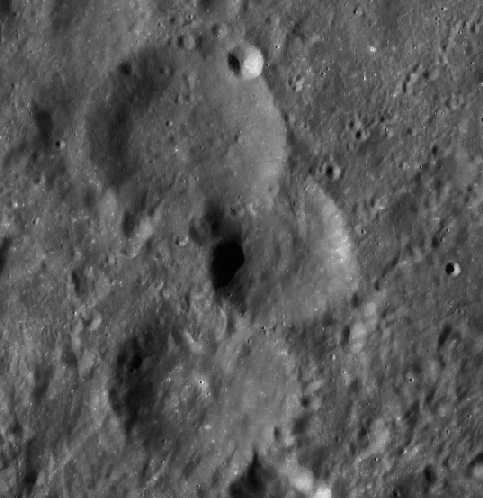
月球勘测轨道飞行器拍摄，从上至下分别是沃尔科夫陨石坑、卫星坑"沃尔科夫 J"和兰德陨石坑。

沃尔科夫陨石坑(Volkov)是月球背面南半球一座古老的大撞击坑，约形成于酒海纪，其名称取自前前苏联宇航员弗拉迪斯拉夫·沃尔科夫（Vladislav Nikolayevich Volkov，1935年-1971年），1973年被国际天文学联合会正式批准接受。

## 描述
该陨坑位西侧毗邻多布罗沃斯基陨石坑；西北偏北靠近佩列佩尔金环形山；莱恩环形山位于它的北面；东北及东北偏东分别坐落着滕·布鲁根卡特环形山和肖夫内环形山；而南面则是兰德陨石坑。该陨坑的中心月面坐标为13°37′S 131°40′E / 13.62°S 131.67°E，直径40.8公里，深度为2.2公里。
沃尔科夫陨石坑的外壁受侵蚀程度中等，东北侧坑壁上横跨着一座小陨坑，而东南侧一道裂口连通了相重叠的卫星坑"沃尔科夫 J"，二者组成了一个"8"字形。陨坑内侧壁相对平淡，表面散布着一些细小的陨坑。坑壁平均高出周边地形1030米，内部容积约有1200公里3。坑内表面凹凸不平，覆盖有来自南面齐奥尔科夫斯基环形山形成时抛射出的岩石，在坑底形成了一些矮丘和小陨坑。
该陨坑所命名的苏联宇航员弗拉季斯拉夫·尼古拉耶维奇·沃尔科夫，在1971年6月30日执行联盟11号飞行任务返回地球途中，因阀门漏气失压而不幸罹难牺牲。

## 卫星陨石坑
按惯例，最靠近沃尔科夫陨石坑的卫星坑在月图上以字母标注在该坑中心点的旁边。

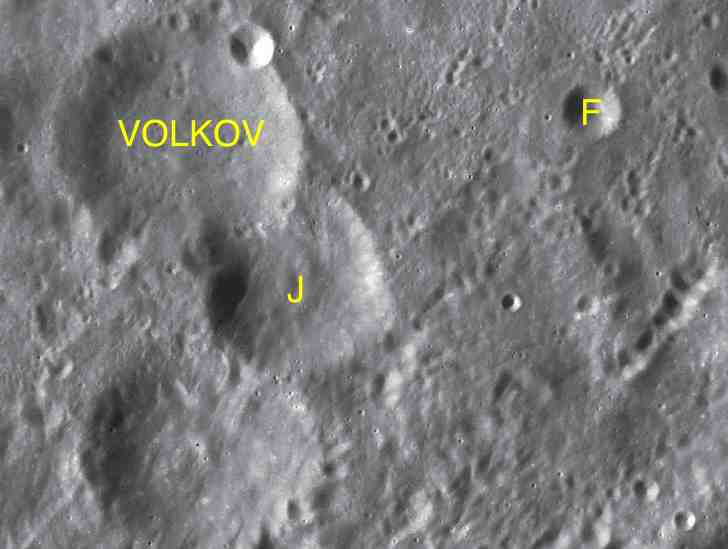
LAC-84 月图

| 沃尔科夫 | 纬度    | 经度     | 直径    |
| -------- | ------- | -------- | ------- |
| F        | 13.5° S | 134.0° E | 10 公里 |
| J        | 14.4° S | 132.4° E | 32 公里 |

## 另请参阅
- 小行星1790 沃尔科夫